# Beast Games
Beast Games é uma série de televisão de reality de competição de 2024 criada por Jimmy "MrBeast" Donaldson, Tyler Conklin, Sean Klitzner e Mack Hopkins. Apresentado por Donaldson, Beast Games segue mil competidores — o maior elenco de um reality show — enquanto eles competem pelo prêmio de US$ 5 milhões, que é anunciado como um dos maiores prêmios individuais na história da televisão de realidade.
Inspirado por Squid Game e o vídeo viral de Donaldson "$456.000 Squid Game in Real Life!", os dois primeiros episódios de Beast Games foram lançados no Amazon Prime Video em 19 de dezembro de 2024, e a série completa consistirá em dez episódios que serão lançados semanalmente às quintas-feiras. No mesmo dia, Jimmy Donaldson também lançou o teste para o game show em seu canal do YouTube intitulado "2.000 People Fight for $5.000.000", onde ele corta o número de pessoas participantes de 2.000 para 1.000 em uma série de desafios.

## Episódios
| N.º | Título                                   | Dirigido por                          | Escrito por     | Exibição original       |
| --- | ---------------------------------------- | ------------------------------------- | --------------- | ----------------------- |
| 1 | "1,000 People Fight for $5,000,000"      | Tyler Conklin and Kate Douglas-Walker | Jimmy Donaldson | 19 de dezembro de 2024  |
| O episódio começa com MrBeast anunciando o grande prêmio de $ 5.000.000 e apresenta os 1.000 concorrentes. Ele começa oferecendo $ 1.000.000, dividido pela quantidade de pessoas que aceitarem a oferta. No final, as pessoas saem com $ 19.000 em mãos. No primeiro jogo, MrBeast dá aos concorrentes 10 minutos para deixar uma pessoa se eliminar, para que a mesma fileira com a pessoa excluída siga em frente. O jogo termina com 3 fileiras sendo totalmente eliminadas. No segundo jogo, MrBeast pede aos concorrentes para empilhar blocos com larguras variadas, em cima de um bloco inicial vermelho, em 10 minutos. Se eles não empilharem os blocos a tempo, ou uma pilha cair, eles são eliminados. No final, 605 jogadores permanecem. O jogo final é de subornos. MrBeast oferece aos competidores quantias crescentes de dinheiro, e se eles aceitarem, eles saem com o dinheiro, eliminando toda a sua fileira, mas se eles não aceitarem a oferta, eles permanecem no jogo. O prêmio em dinheiro chega a US$ 1.000.000, e 493 jogadores seguem para Beast City, apresentada no Episódio 2. |                                          |                                       |                 |                         |
| 2 | "500 People Trapped In My City"          | Tyler Conklin and Kate Douglas-Walker | Jimmy Donaldson | 19 de dezembro de 2024  |
| 293 jogadores se estabelecem na Beast City e relaxam por 24 horas. Os jogadores então se alinham para receber 4 fichas, com dicas sobre elas, correspondendo aos 4 andares que eles podem ir para participar do próximo jogo, e MrBeast permite que eles troquem fichas. O primeiro jogo acontece no 4º andar, onde jogadores selecionados se dividem em 2 equipes, em 2 lados da torre. A equipe de MrBeast joga bolas no teto, que tem buracos periódicos. As bolas podem cair de qualquer um desses buracos, e se alguma bola cair no chão, essa equipe é eliminada. A equipe do lado esquerdo é eliminada. Os jogadores que têm uma ficha de 2 sobem para o segundo andar e se separam em 2 equipes. O objetivo é ter a menor quantidade de pessoas de um lado, para que esse lado siga em frente, e os jogadores que saem sejam eliminados. MrBeast adiciona um telefone em ambas as áreas para tornar o jogo mais interessante. No final, a equipe do lado direito segue em frente. Os jogadores com uma ficha 3, se dividem em 2 equipes no terceiro andar. Um copo vermelho gigante é adicionado no centro, e cada jogador recebe uma bola para lançar. Cada lançamento bem-sucedido rende um ponto ao time. No meio do jogo, MrBeast adiciona um copo de ouro, e com cada lançamento bem-sucedido aqui, o lançador ganha $ 250.000, mas nenhum ponto para o time. No final, o time da esquerda venceu. Jogadores com uma ficha de um foram para o primeiro andar, se dividiram em 2 times e participaram de um jogo de perguntas simples. Jogadores de cada time, se dividiram em times, e desceriam para batalhar com os times do outro time por pontos. O time com mais pontos seguiria em frente. No final, o time da esquerda seguiria em frente. Os jogadores restantes se dividiram em 4 times, com capitães de time. Esses capitães receberam subornos crescentes de até $ 1.000.000, e se eles aceitassem isso, eles sairiam com o dinheiro, e todo o time. No final, ninguém aceitou os subornos, e todos os jogadores restantes seguiram para o Episódio 3. |                                          |                                       |                 |                         |
| 3 | "The Solitary Experiment"                | Tyler Conklin and Kate Douglas-Walker | Jimmy Donaldson | 26 de dezembro de 2024  |
| Os competidores são convidados a se agrupar em 3 equipes para uma corrida de sacos de batata. Um jogador da equipe compete na corrida, e a equipe vencedora ganha uma casa especial, dando-lhes imunidade para o próximo desafio. Neste jogo, as equipes recebem suas próprias cabanas, com algemas nas paredes e um telefone para que qualquer coisa seja entregue em seu quarto. MrBeast anuncia que todas as equipes têm 5 horas para escolher uma pessoa que está algemada à parede, sendo eliminada, o que ajuda os outros membros da equipe a se qualificarem para o próximo jogo, e se ninguém for escolhido até o final de 5 horas, todos os membros são eliminados. O cronômetro começa, e os competidores começam a jogar e pedir coisas ridículas pelo telefone. Ao final das 5 horas, 94 pessoas são eliminadas. No dia seguinte, MrBeast traz uma caixa de presente dourada, e a primeira pessoa a tocá-la ganha o que estiver dentro. O vencedor ganha um ingresso para Beast Island, e outros 5 para dar às pessoas, preenchendo 6 assentos, e 1 dos 10 helicópteros que levam as pessoas para Beast Island. MrBeast anuncia que escondeu um ingresso em algum lugar da cidade, e as pessoas correm para encontrá-lo. |                                          |                                       |                 |                         |
| 4 | "The Golden Ticket"                      | Tyler Conklin and Kate Douglas-Walker | Jimmy Donaldson | 2 de janeiro de 2025    |
| Este episódio continua do Episódio 3, e os competidores estão procurando um ingresso pela cidade. Um competidor encontra uma mesa de pingue-pongue para um usuário de ingresso, e MrBeast dá a ele outros 5 ingressos para escolher mais pessoas que irão subir no helicóptero. Ele faz isso, e 7 helicópteros sobram. No próximo jogo, MrBeast dá a todos os competidores 1 bola para segurar em suas mãos. Eles são vendados e recebem 10 minutos. Os 6 competidores que deixarem sua bola cair, mais perto do cronômetro chegar a 0, seguem em frente, e qualquer um que estiver segurando uma bola após o cronômetro, é eliminado. Então, MrBeast dá aos jogadores restantes 1 moeda. O objetivo do jogo é coletar o máximo de moedas possível dos outros jogadores, e a pessoa com mais moedas ganha um ingresso para a ilha, e outros 5 ingressos para passar para as pessoas. No próximo jogo, MrBeast pede que as equipes sejam formadas, e dá a cada jogador da equipe da frente uma bola de vidro em um pedestal. O objetivo deles é fazer a bola chegar ao fim da linha sem cair e quebrá-la, resultando na eliminação. 3 equipes seguem para a ilha. No próximo jogo, os competidores são instruídos a usar vendas nos olhos e ficar em volta da plataforma de pouso onde o helicóptero pousou. Com 60 segundos no relógio, os jogadores devem decidir se avançam para o círculo interno. Se mais de uma pessoa avançar, todos dentro desse círculo interno são eliminados. No entanto, se apenas uma pessoa avançar, eles recebem um ingresso para a Beast Island e escolhem cinco pessoas para acompanhá-los. Então, MrBeast dá às pessoas a chance de ganhar $ 250.000 subindo em uma torre ou continuando a participar. 13 pessoas vão embora depois disso, dividindo o dinheiro entre si. Os jogadores na outra torre jogam bolas em direção a uma maleta dourada, e aquele que tiver um arremesso mais próximo ganha um ingresso e outros cinco ingressos para distribuir às pessoas. MrBeast faz com que todos se dividam em grupos de seis e fiquem em plataformas. MrBeast dá a todos uma moeda. O objetivo é que uma pessoa em cada plataforma pegue as moedas de todos os outros, o que significa que apenas uma pessoa por plataforma pode chegar à Beast Island. Todos os que sobrarem são mandados para casa. |                                          |                                       |                 |                         |
| 5 | "Fight to Win a Private Island"          | Tyler Conklin and Kate Douglas-Walker | Jimmy Donaldson | 9 de janeiro de 2025    |
| O episódio continua principalmente a trama seguindo os 9 jogadores que escolheram ir para a ilha privada. No primeiro jogo, os jogadores tinham que se esconder dos Navy Seals que estavam vindo para caçá-los. O primeiro jogador a ser pego seria eliminado. O próximo jogo apresentava cocos que cada jogador tinha que jogar em um caminho. Eles tentariam jogar o mais longe possível, mas se o coco cruzasse a linha vermelha, ele cairia em uma ladeira e eles seriam eliminados. Os 2 jogadores que jogaram o coco sobre a linha primeiro ou o jogaram o mais curto foram eliminados. Depois disso, um barco com todos os jogadores que escolheram ficar na ilha principal apareceu. Eles foram confrontados com a decisão de votar em um jogador entre as 6 pessoas na ilha privada, e o jogador com mais votos seria eliminado. No entanto, após contar os votos, Jimmy ofereceu aos jogadores na ilha a escolha de deixar a ilha privada e se juntar à ilha principal se eles achassem que obteriam mais votos. No final, ninguém aceitou a oferta. No próximo jogo, os jogadores elegeriam um capitão. O capitão então colocaria 1 X e 4 O's em caixas etiquetadas de 1 a 5. Eles então chamariam os jogadores em uma ordem escolhida e poderiam dizer aos jogadores qual caixa escolher, que o jogador poderia então escolher seguir ou não seguir. Depois que as 4 caixas fossem escolhidas dos outros jogadores, o capitão teria que pegar a caixa restante. O jogador que escolhesse a caixa com o X seria eliminado (o que também se aplica ao capitão). Depois disso, os 4 jogadores restantes seriam levados para um navio pirata com canhões de verdade. Jimmy mais uma vez fez aos jogadores outra oferta para sacar e se eliminarem por US$ 450.000 em ouro, um quarto do valor da ilha privada. A oferta seria dada na ordem das caixas que os jogadores escolheram no último jogo. O primeiro jogador imediatamente aceitou a oferta, impossibilitando os outros jogadores de pegá-la. No jogo final, os jogadores receberam 3 tabuleiros, cada um exibindo um número: 1, 3 e 5. Os jogadores escolheriam um tabuleiro e avançariam pela quantidade de espaços mostrados naquele tabuleiro. No entanto, se 2 ou mais jogadores escolhessem o mesmo tabuleiro, eles não conseguiriam avançar. No final, o jogador que ganhasse poderia escolher o outro finalista para competir no jogo para determinar quem ganharia a ilha privada. |                                          |                                       |                 |                         |
| 6 | "Physical, Mental, Chance...Your Choice" | Tyler Conklin and Kate Douglas-Walker | Jimmy Donaldson | 16 de janeiro de 2025   |
| Continua novamente na trama após o quinto episódio, com os dois finalistas mais bem classificados, foi chocante ver quem ganhará a ilha privada junto com US$ 1,8 milhão com suas duas pastas, quem tem escrituras e cruzes, o primeiro a obter duas escrituras ganha a ilha e volta ao jogo principal para uma chance do grande prêmio de US$ 5 milhões, enquanto o perdedor é eliminado. depois que os competidores voltaram ao jogo principal na cidade, incluindo o vencedor da ilha privada. à noite, MrBeast chama os competidores para outro jogo. desta vez, os guardas abrem o portão da cidade com a porta da escolha que leva a Mental, Physical ou Chance. os competidores devem escolher uma das três portas que consistem no que está em seus respectivos desafios. Physical foi o primeiro, MrBeast explica que eles precisam de dois capitães primeiro em um treino de flexão antes do jogo físico começar. como eles precisam empurrar para baixo e voltar para cima no sinal de Mack Hopkins sem se cansar. os dois últimos jogadores nas flexões têm suas vantagens de serem líderes de suas equipes e devem escolher qualquer competidor que estará em sua equipe, o último escolhido sendo eliminado. no primeiro jogo de Physical, ambas as equipes correm para puxar seus monster trucks até a linha de chegada enquanto estão amarrados em suas cordas de monster trucks, a primeira equipe a puxar seu monster truck até a linha de chegada ganha um ponto de jogo físico. no desafio Mental, os competidores tentam ter seus cérebros para serem os mais inteligentes fazendo seus testes de inteligência sem serem os mais baixos, caso contrário, eles são eliminados. no segundo jogo de Mental, que é Trivia, a pontuação mais alta vai primeiro escolhendo qualquer competidor no confronto direto e também precisa selecionar três categorias específicas com base nas perguntas que escolheram para as respostas, o primeiro a pressionar um botão responde primeiro. o competidor responde corretamente segue em frente, enquanto o competidor é descartado e foi eliminado. de volta ao Physical para um segundo jogo, ambas as equipes precisam correr para obter uma bandeira para ganhar um ponto de bandeira para sua equipe, então eles precisarão escolher um corredor individual de sua equipe para correr até a bandeira. cada rodada fica mais longe e mais difícil de chegar à bandeira. O primeiro time a obter cinco bandeiras ganha um ponto de jogo físico. (caso o time vencedor vença o segundo jogo, ele ganha automaticamente e segue em frente) no jogo Chance, MrBeast explica que tudo tem uma chance, com a roda do jogo indicando a quantidade de pessoas que serão eliminadas com o símbolo do dólar $ lá, indicando o dinheiro que cada pessoa teria recebido e girado novamente. Tanto 0 quanto 16 são mais sortudos e azarados sem jogo, pousar em 0 significa que todas as pessoas avançaram, enquanto pousar em 16 significa que todas as pessoas são eliminadas. pousar na roda de eliminação de quantidade de pessoas jogaria um jogo e ficaria em plataformas que são plataformas aleatórias caindo, as pessoas que ficarem em uma plataforma caída seriam eliminadas. e no terceiro e último jogo físico,Ambas as equipes precisam escolher um possível competidor solitário mais corajoso para ficar pendurado nas barras estreitas por muito tempo sem cair de uma grande altura. Depois de escolherem, dois competidores solitários corajosos começam a pendurar as mãos nas barras e a altura aumenta. |                                          |                                       |                 |                         |
| 7 | ASA                                      | Tyler Conklin and Kate Douglas-Walker | Jimmy Donaldson | 23 de janeiro de 2025   |
| 8 | ASA                                      | Tyler Conklin and Kate Douglas-Walker | Jimmy Donaldson | 30 de janeiro de 2025   |
| 9 | ASA                                      | Tyler Conklin and Kate Douglas-Walker | Jimmy Donaldson | 6 de fevereiro de 2025  |
| 10 | ASA                                      | Tyler Conklin and Kate Douglas-Walker | Jimmy Donaldson | 13 de fevereiro de 2025 |

## Produção

### Desenvolvimento
Em 18 de março de 2024, Jimmy Donaldson, também conhecido como MrBeast, anunciou que havia garantido um acordo de US$ 100 milhões com a Amazon MGM Studios para produzir um reality show intitulado Beast Games para o Prime Video. A série foi criada por Donaldson, Tyler Conklin, Sean Klitzner e Mack Hopkins. As inscrições para o programa foram abertas em 5 de maio de 2024. Donaldson atua como apresentador e produtor executivo. O orçamento para Beast Games é relatado em mais de US$ 100 milhões.

### Filmagem
As filmagens começaram com a primeira rodada, que foi filmada de 18 a 22 de julho de 2024, dentro do Allegiant Stadium em Las Vegas, com um total de 2.000 competidores presentes. Esta rodada é lançada no YouTube. A segunda rodada que foi apresentada nos quatro primeiros episódios da série de TV foi filmada com os 1.000 competidores restantes no Downsview Park Studios em Toronto, Ontário, Canadá, em agosto daquele ano.

### Críticas e questões legais
Os concorrentes reclamaram que lhes foram negados comida, água, medicamentos e camas durante a produção do programa. Além disso, dezenas relataram que vários ferimentos ocorreram durante as primeiras sessões de filmagem, bem como maus-tratos, assédio sexual e não pagamento de horas extras. Em 16 de setembro de 2024, uma ação coletiva foi movida no Tribunal Superior de Los Angeles.
De acordo com um relatório da Rolling Stone de dezembro de 2024 sobre as condições de trabalho da Beast Games publicado no início daquele mês, uma parte do exterior de uma torre caiu sobre um membro da equipe em 11 de setembro de 2024. Mais tarde naquele mês, o Ministério do Trabalho de Ontário confirmou que havia aberto uma investigação sobre um incidente industrial no set em 11 de setembro de 2024. Ele afirmou que dois dos empregadores, Blink 49 Studios e Manhattan Beach Studios, receberam cada um um "requisito". O Serviço de Polícia de Toronto também divulgou um comunicado dizendo que eles foram chamados para o set para o incidente, mas não estavam investigando, pois não havia um elemento criminoso.

## Elenco
Adaptado do comunicado de imprensa do Amazon MGM Studios. Os apresentadores e produtores são os seguintes:

### Apresentadores
- Jimmy Donaldson (apresentador)
- Chandler Hallow (co-apresentador)
- Nolan Hansen (co-apresentador)
- Karl Jacobs (co-apresentador)
- Tareq Salameh (co-apresentador)
- Mack Hopkins (co-apresentador)
- Cody Owen (co-apresentador)
- Casey Owen (apresentador)
- Kendall Owen (apresentador)

### Produtores
- Matt Apps
- Joe Coleman
- Tyler Conklin
- Michael Cruz
- Jimmy Donaldson
- Keith Geller
- Mack Hopkins
- Chris Keiper
- Sean Klitzner
- Joshua Kulic
- Rachel Skidmore
- Charles Wachter

### Convidado[16]
- Lil Yachty (no episódio 5)

## Lançamento
O vídeo qualificatório "2.000 pessoas lutam por US$ 5.000.000" foi lançado no YouTube em 19 de dezembro de 2024.
Beast Games estreou no Amazon Prime Video em 19 de dezembro de 2024, e consistirá em dez episódios, lançados semanalmente.

## Recepção
No site agregador de resenhas Rotten Tomatoes, a série tem uma taxa de aprovação de 13% com base em 8 avaliações de críticos, com uma classificação média de 3,8/10.
O show foi mal recebido após o lançamento de seus dois primeiros episódios. Vários críticos criticaram a performance de Donaldson como alta e superficial e a falta de foco do show em seus concorrentes. IGN, The Guardian e Vox criticaram o show por seguir de perto a premissa de Squid Game enquanto ignorava a mensagem do show. Katie Notopoulos do Business Insider gostou do show, mas ela se preocupou que ele pudesse comunicar às crianças a falta de valor no dinheiro. Metacritic, que usa uma média ponderada, atribuiu uma pontuação de 38 de 100 com base em 5 críticos, indicando avaliações "geralmente desfavoráveis".